# Regimento

Símbolo tático da OTAN para um regimento de infantaria.

Regimento é uma unidade militar tradicionalmente comandada por um coronel e composta por um número variável de batalhões ou subunidades equivalentes da mesma arma.
Em termos de organização e de funções, os regimentos dos vários exércitos podem ser divididos em dois grandes tipos, correspondentes aos sistemas Regimental e Continental. Os regimentos do primeiro tipo constituem unidades operacionais, empenháveis em combate. Já os do segundo tipo são apenas unidades administrativas, responsáveis pela gestão não operacional das suas subunidades — estas sim, constituindo unidades operacionais — em termos de recursos humanos, de instrução, de mobilização e de reserva.
A dimensão, a organização e a função dos regimentos modernos varia bastante de exército para exército, podendo mesmo variar dentro de um mesmo exército. Em alguns exércitos, pode nem sequer existir este tipo de unidades. Nos exércitos que mantêm regimentos de múltiplos batalhões como unidades operacionais de combate, dependendo do país, da arma, da organização e da função, estes têm caraterísticas muito semelhantes às de uma brigada, podendo incluir além de subunidades da arma a que estão associados, também subunidades de apoio de outras armas e de serviços. Por outro lado, alguns exércitos, por razões históricas, designam como "regimentos" algumas unidades de dimensões menores, normalmente do escalão de batalhão.

## História

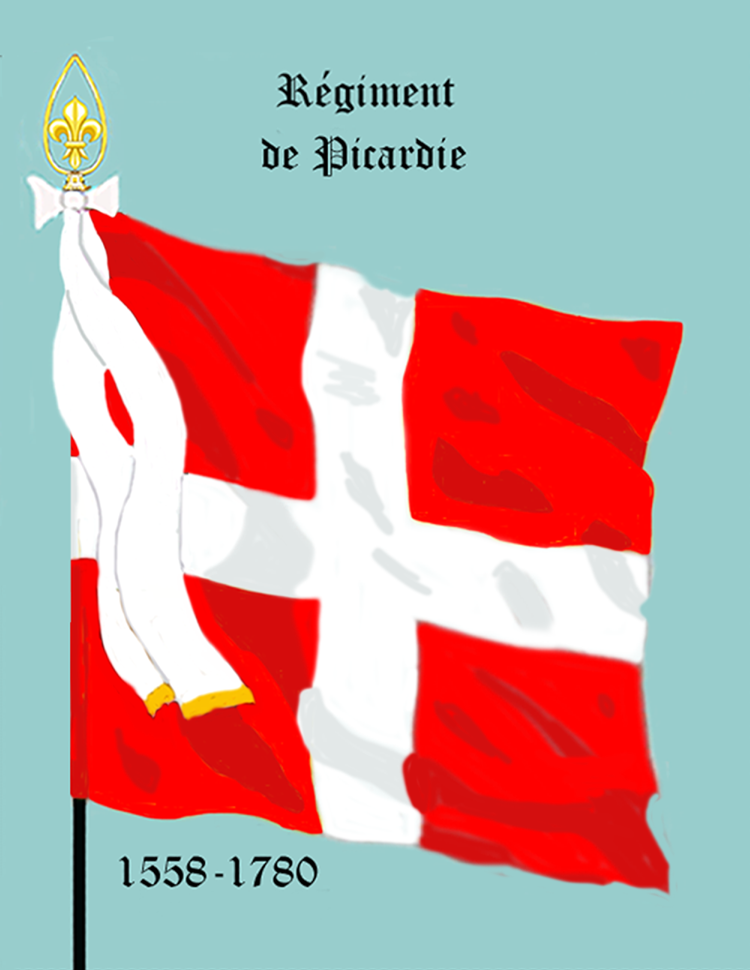
Bandeira do Regimént de Picardie, criado em 1564 a partir da Bande de Picardie e origem do atual 1er Régiment d'Infanterie do Exército Francês.

O termo "regimento" tem a sua origem etimológica no termo latino "regimentum" que significa "governo", referindo-se, no contexto militar, a uma unidade organizada sob o governo ou comando de um chefe.
As primeiras unidades militares do tipo aproximadamente igual o ao que viria a ser conhecido como "regimento", foram os terços criados oficialmente pelo Imperador Carlos V, em 1534, mas com origens em unidades similares empregues pelas tropas de Castela já desde o século XV.
Em 1558, na França, as antigas unidades militares de infantaria conhecidas como "bandes" são transformadas em unidades mais estruturadas e permanentes, que se passam a designar "regimentos". O termo "regimento" acabou por generalizar-se e ser adoptado por quase todos os exércitos europeus.
Cada regimento era comandado por um coronel e incluía diversas companhias comandadas por capitães. Os cargos de coronel de cada regimento — bem como os de capitão de cada companhia — são normalmente comprados pelos seus titulares ou concedidos pelos monarcas a título de recompensa. Ao assumirem o seu cargo, os coronéis tornavam-se numa espécie de proprietários dos seus regimentos, responsabilizando-se pela sua administração, instrução, pagamento, fardamento e recrutamento. Como o cargo de coronel era sobretudo honorífico, o comando efetivo dos regimentos era assumido por oficiais profissionais de menor patente como os mestres de campo e os sargentos-mores.
O regimento era essencialmente uma unidade administrativa, correspondendo a um conjunto de tropas sob uma administração e um aquartelamento comuns. A unidade tática era o batalhão, com o regimento a agrupar vários destes. Nalguns exércitos, cada regimento organizava-se taticamente como um único batalhão, confundindo-se com este. Neste caso, o regimento e o batalhão constituíam, respetivamente, a vertente administrativa e a vertente tática da mesma entidade.
Os regimentos eram inicialmente constituídos por companhias de piqueiros e de arcabuzeiros (estes, mais tarde substituídos por mosqueteiros). Com a introdução da espingarda de pederneira com baioneta no final do século XVII, os piqueiros e mosqueteiros foram substituídos por fuzileiros, armados com aquele tipo de arma. Paralelamente, por essa altura, são criadas as companhias regimentais de granadeiros, inicialmente com a função de protegerem os flancos das formações de combate através do lançamento de granadas de mão, perdendo depois esta função e transformando-se nas subunidades de elite dos regimentos. Na segunda metade do século XVIII, nos regimentos da maioria dos países europeus são também introduzidas companhias de infantaria ligeira, também consideradas subunidades de elite como os granadeiros.
O conceito moderno de regimento fica completamente definido em meados do século XVIII. No final deste século, os regimentos de infantaria são geralmente constituídos por companhias de linha e por companhias de elite, distribuídas por um ou mais batalhões. As companhias de linha são as de fuzileiros (também conhecidas por companhias do centro ou de batalhão). As companhias de elite (também conhecidas por companhias de flanco ou companhias graduadas) são as de granadeiros e as de infantaria ligeira (estas, nalguns exércitos, conhecidas como caçadores, atiradores ou voltigeurs). Cada batalhão é constituído, em média, por dez companhias, das quais oito de fuzileiros, uma de granadeiros e outra de infantaria ligeira. Nesta altura existem já também regimentos de cavalaria — normalmente organizados em quatro esquadrões, cada um com duas companhias — e regimentos de artilharia.
Até ao século XIX, o regimento continua a manter-se apenas como unidade administrativa em quase todos os exércitos, com o batalhão a ser a unidade tática. No entanto, em alguns exércitos, o regimento começa também a ser uma unidade tática, constituída por dois ou mais batalhões. A utilização do regimento como unidade tática dá origem ao que é conhecido como "Sistema Continental" de organização. Em outros exércitos, contudo, apenas o batalhão se mantém como unidade tática, continuando o regimento como unidade administrativa, num sistema de organização que ficará conhecido como "Sistema Regimental".

### Sistema Regimental

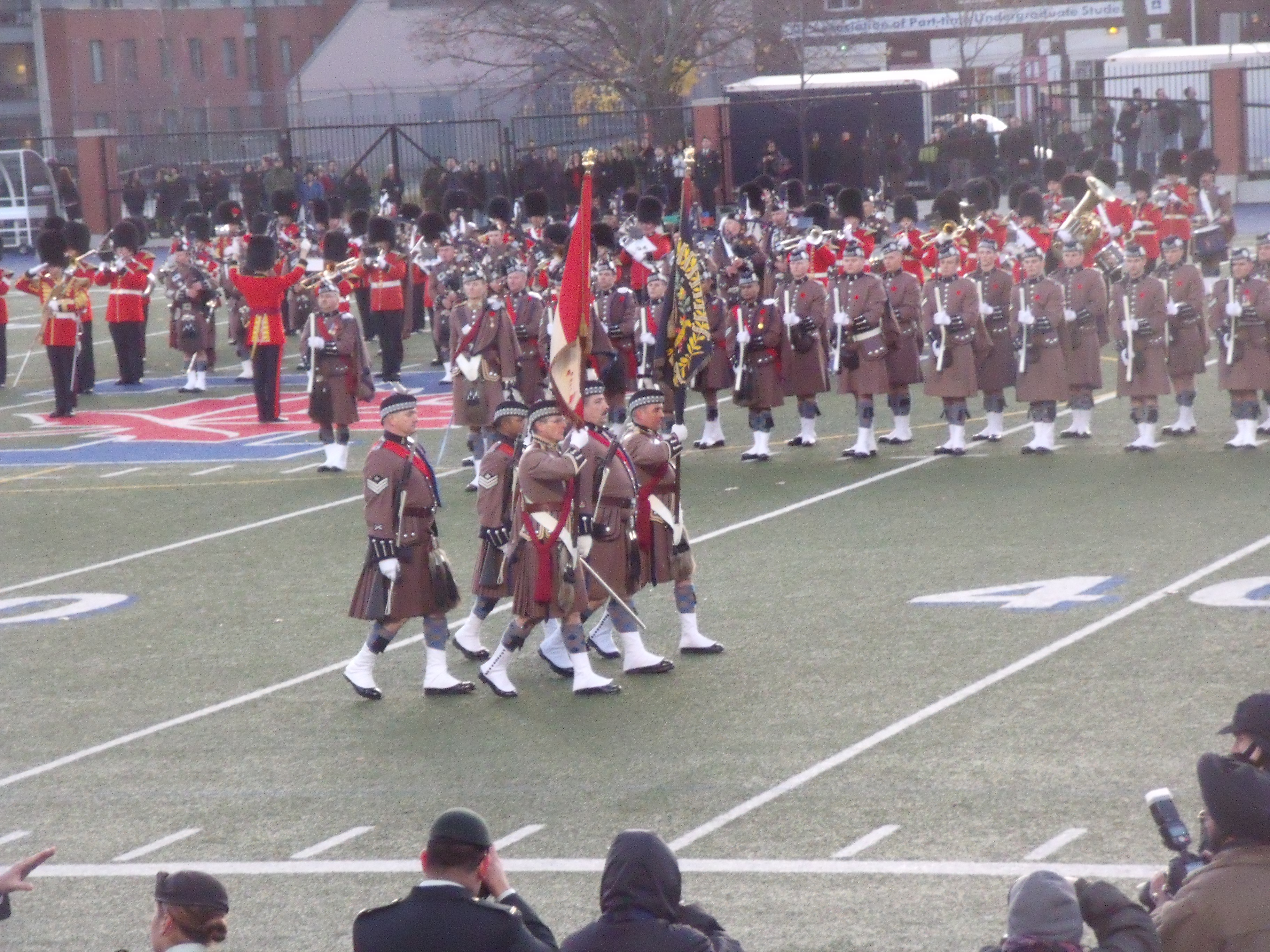
Cerimónia de apresentação de estandartes do Toronto Scottish Regiment (Queen Elizabeth the Queen Mother's Own) das Forças Armadas do Canadá.

No Sistema Regimental, o regimento é uma unidade administrativa constituída por um número variável de batalhões que pode ser de apenas um a várias dezenas. Habitualmente, todos os batalhões pertencem à mesma arma.
Alguns regimentos recrutam o seu pessoal exclusivamente numa determinada área geográfica, incorporando normalmente o nome do local ou região de recrutamento na designação regimental. Em outros casos, o regimento apenas irá recrutar pessoal de um determinado grupo étnico (ex.: regimentos de Gurkhas do Exército Britânico) ou pessoal estrangeiro (ex.: Legião Estrangeira do Exército Francês). Em certos casos, são levantados novos regimentos para desempenhar novas funções especializadas no exército (ex.: 75.º Regimento de Rangers do Exército dos EUA).
Neste sistema, a unidade básica de manobra é o batalhão. O regimento cumpre uma função administrativa e de organização, mas não se apresenta no campo de batalha como uma unidade completa. O seu comando e estado-maior não faz parte da cadeia de comando operacional, assumindo apenas funções administrativas. Em termos operacionais, os comandantes dos batalhões regimentais respondem diretamente perante os comandantes da brigada ou divisão onde estão integrados. Para todos os efeitos operacionais, os batalhões regimentais constituem unidades táticas independentes.
Normalmente, existem dois coronéis em cada regimento: o coronel efetivo e o coronel honorário. O coronel efetivo é um militar de carreira que assegura a gestão administrativa do regimento, mas que não tem funções de comando tático sobre os batalhões regimentais. O coronel honorário ou coronel-chefe é uma figura cerimonial, sendo tradicionalmente escolhidos, para desempenharem esta função, oficiais generais ou membros de famílias reais em países monárquicos.
No Sistema Regimental, cada regimento é responsável pela gestão do pessoal e dos recursos dos seus batalhões, incluindo o recrutamento, a instrução básica, a colocação e a gestão dos recursos humanos. Cada regimento pode ocupar-se da formação do seu próprio pessoal em vez de o enviar para um centro de instrução comum a todas as unidades do exército. O pessoal militar que se alista num regimento raramente muda para outro ao longo da sua carreira, pelo menos até atingir as patentes de oficial general. Inclusive, quando um militar é destacado para exercer funções em academias militares, quartéis-generais ou outros destinos "extrarregimentais", continua a fazer parte — do ponto de vista administrativo — do seu regimento de origem, frequentemente mantendo o uso do uniforme e insígnias daquele. Mesmo os oficiais generais, frequentemente, apresentam-se indicando o seu regimento de proveniência, ainda que pela sua patente já não façam parte do mesmo.
O regimento converte-se num vínculo de união tanto profissional como social. Esta união inclui não só o pessoal militar que presta serviço no regimento, mas até os seus familiares e os antigos membros já reformados. Existem diversas organizações de defesa das tradições regimentais, como associações de veteranos, bandas de música, corpos de cadetes e museus.

### Regimento de Infantaria
Regimento de Infantaria é uma unidade formada por 3 batalhões de soldados, que por sua vez é subdividido em 3 companhias. O Regimento, apesar de ser uma unidade com administração própria, é subordinado operacionalmente a uma brigada ou divisão. Comandado por um coronel ou tenente-coronel, seu efetivo gira em torno de 1000 a 1200 homens. Possui um estado-maior composto de seções de pessoal, inteligência, operações, logística e relações publicas para assessorar o comandante.

### Sistema Continental

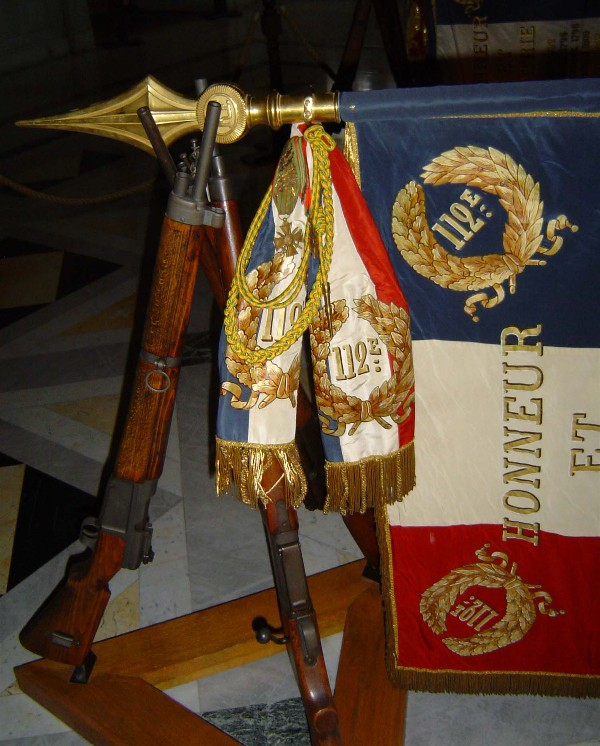
Condecorações da bandeira do 112e Régiment d'Infanterie do Exército Francês.

Segundo o Sistema Continental, cada regimento é uma unidade tática formada por dois a quatro batalhões. Tradicionalmente, todos os batalhões pertencem à arma que classifica o regimento. No entanto, sobretudo a partir da Primeira Guerra Mundial, foi frequente a combinação de subunidade de armas distintas no mesmo regimento. O regimento será composto, portanto, pelos seus batalhões, por um comando e estado-maior e, ainda, por companhias ou pelotões especializados sob o controlo direto do comando regimental.
Como unidade militar, o regimento encontra-se — em termos de escalão tático — situado entre o batalhão e a divisão. No passado, em alguns exércitos, dentro de uma divisão, cada par de regimentos formava numa brigada. No entanto, depois da Primeira Guerra Mundial, regra geral, nos países onde vigora o Sistema Continental, o escalão intermédio da brigada foi eliminado. O regimentos passaram assim a ser taticamente equivalentes às brigadas dos países que as mantiveram, sendo ambos compostos por vários batalhões e agrupando-se diretamente em divisões.
No Sistema Continental, o regimento e a divisão são assim as unidades táticas fundamentais de campanha, empenhando-se normalmente de forma integral e sob comando único. O comando do regimento — chefiado pelo seu coronel — integra-se na cadeia de comando operacional, recebendo ordens do general comandante de divisão e transmitindo-as aos tenentes-coronéis ou majores comandantes dos seus batalhões. Os comandantes regimentais dispõem portanto de um comando tático em campanha.
O pessoal militar muda frequentemente de regimento para regimento ao longo da sua carreira. Assim, a formação geral e a gestão administrativa do pessoal militar é feita centralmente pelo exército e não por um regimento em particular.

### Vantagens e desvantagens de cada sistema
Tanto o Sistema Regimental como o Sistema Continental dispõem de vantagens e de desvantagens, um em relação ao outro.
Uma das vantagens históricas do Sistema Regimental é o fato de gerar uma extrema lealdade dos membros de um regimento à sua unidade como entidade, criando um espírito de corpo que canaliza o patriotismo e a vontade de servir a nação para o regimento. Ao manter-se a carreira militar dos seus membros quase completamente num único regimento, cria-se uma identificação para com o mesmo, reforçando-se a disciplina e a coesão como grupo. Num contexto colonial e de multinacionalidades como foi historicamente o Império Britânico e a Commonwealth, este sistema desenvolveu uma combatividade e uma moral dos distintos regimentos que dificilmente poderia ter sido obtida de outra forma, uma vez que os soldados lutam pela honra e prestígio do seu regimento em vez de lutarem pela sua própria nação. Um exemplo claro está na atuação dos regimentos britânicos recrutados em regiões de especial instabilidade política como a Escócia, o País de Gales, a Irlanda ou a Índia.
Outra vantagem do Sistema Regimental é a estabilidade política interna que produz. O exemplo mais claro é o fato do Reino Unido nunca ter sofrido um golpe de estado militar, nem sequer ter estado planeado algum. Pode atribuir-se isso à natureza "tribal" deste sistema, que impede o aparecimento de um líder carismático que obtenha a lealdade de uma parte significativa do exército.
O Sistema Regimental, contudo, também tem desvantagens. O sistema produz uma rivalidade entre regimentos, de uma forma que não se dá no Sistema Continental, tornando difícil o intercâmbio de unidades de acordo com as circunstâncias. O sistema leva também a casos de favoritismo entre os membros de um determinado regimento para a nomeação em cargos extrarregimentais.
Quando um país tenta mudar de uma forma de organização para outra, normalmente, não consegue ter êxito por causa das diferenças tanto estruturais como filosóficas entre os dois sistemas. Um exército acostumado ao Sistema Continental colocar-se-á em dificuldades logísticas quase insuperáveis para levantar os aquartelamentos, depósitos, elementos administrativos e centros de instrução requeridos para cada regimento. Por outro lado, os membros de um exército organizado segundo o Sistema Regimental irão ressentir-se e protestar em caso de uma mudança para o Sistema Continental que os obrigue a perder as suas tradições, quando alguns regimentos tiverem que se fundir ou ser extintos.
Geralmente, o Sistema Regimental funciona melhor em países com exércitos de pequena e média dimensão, onde os problemas de administração desconcentrada não se façam tanto sentir e onde as necessidades táticas em relação a unidades completas a empenhar possam ser cobertas folgadamente com batalhões independentes. O sistema é especialmente indicado em missões onde as forças projetadas atuem longe da sua base, em operações de polícia, de luta contra insurgentes ou outros conflitos de baixa intensidade. Neste tipo de operações, a coordenação entre diferentes regimentos raramente é necessária e o espírito de corpo das unidades proporciona uma compensação emocional contra a falta de apoio e mesmo hostilidade da população local da zona de ação. Foi precisamente esta situação que deu vantagem ao Exército Britânico no período colonial, envolvido praticamente apenas em operações deste tipo e raramente em guerras em grande escala.

### Sistemas alternativos modernos

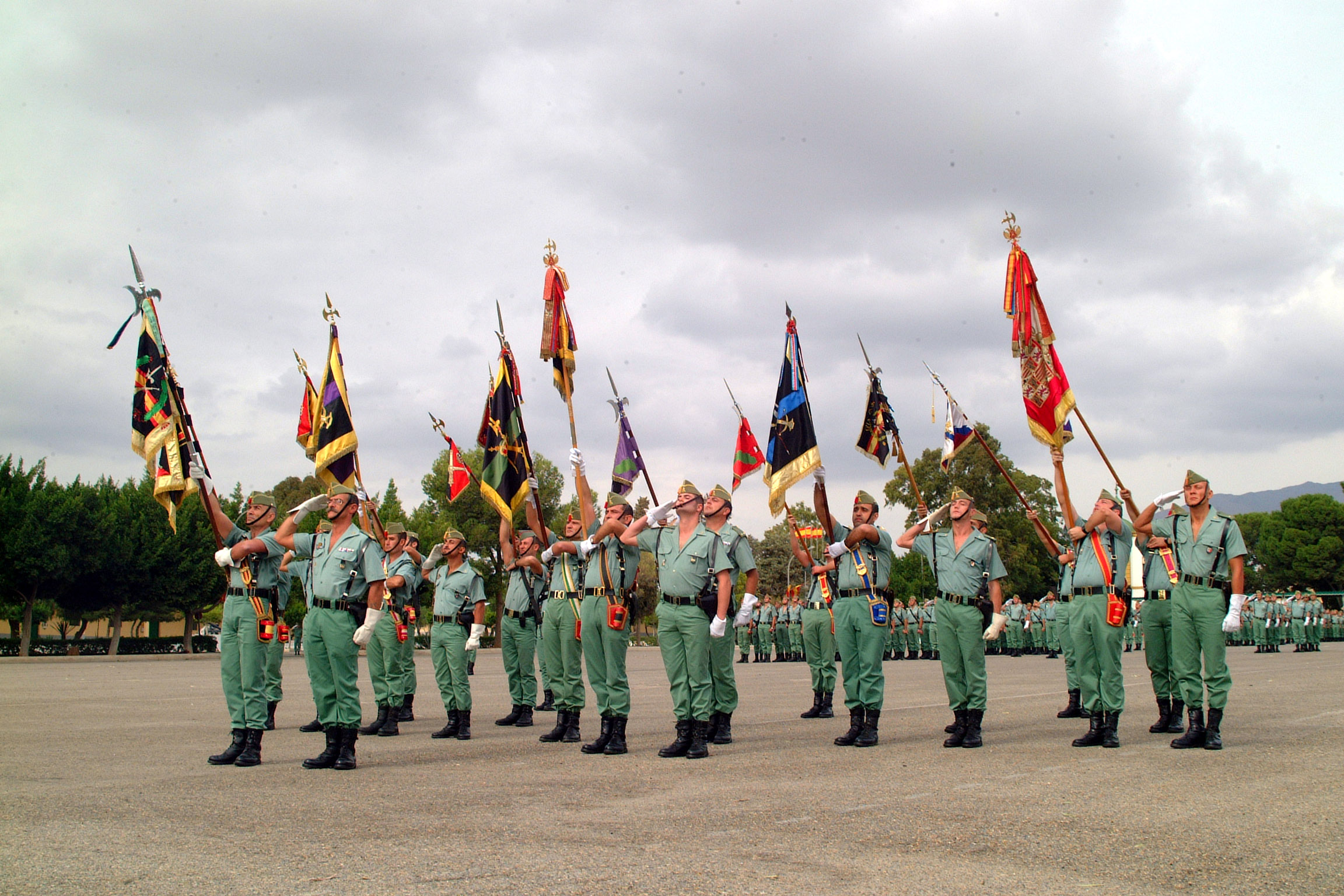
Bloco de estandartes regimentais da Légion do Exército Espanhol.

A partir da Primeira Guerra Mundial, o Sistema Continental ganhou uma preponderância em relação ao Sistema Regimental, devido ao tamanho das forças empenhadas em campanha. A elevada quantidade de tropas empenhadas tornava difícil a sua gestão com estados-maiores ao nível do batalhão, além de obrigar à existência de comandos intermédios. Assim, os exércitos que mantinham o Sistema Regimental agruparam os seus batalhões em brigadas, com funções táticas semelhantes às dos regimentos dos exércitos que usavam o Sistema Continental. Estas brigadas ocupavam o lugar do regimento, como comando tático intermédio entre o do batalhão e o da divisão, sendo inclusive, frequentemente, comandadas por coronéis.
No entanto, o Sistema Continental era demasiado rígido para cobrir todas as situações criadas pelo novo uso combinado das diferentes armas, surgido sobretudo a partir da Segunda Guerra Mundial. Por isso, os exércitos combatentes tiveram a necessidade de criar agrupamentos táticos flexíveis inter-armas, que receberam diversas designações conforme o país de origem. Ainda que haja alguma controvérsia relativamente à origem deste conceito, a maioria dos historiadores militares apontam o Exército Alemão como sendo o primeiro a pô-lo em prática, ao criar os seus Kampfgruppe (grupos de combate) que consistiam em agrupamentos de tamanho variável, talhados à medida de cada missão a desempenhar.
Em 1941, a Marinha dos EUA começou a usar o conceito de task-force (força-tarefa), como agrupamento provisório de unidades navais para o desempenho de missões específicas, conceito esse que foi depois adoptado também pelo seu exército. No Exército dos EUA, este conceito originou o regimental combat team (equipa de combate regimental), que consistia num agrupamento provisório, com base num regimento de infantaria, ao qual eram acrescentados elementos de carros de combate, de artilharia, de engenharia ou de outros conforme a missão. Os exércitos Britânico e Francês adoptaram conceitos semelhantes aos quais chamaram, respetivamente, battlegroup (grupo de batalha) e régiment de marche (regimento de marcha).
Depois do final da Segunda Guerra Mundial, a maioria dos exércitos adoptou uma abordagem mista entre o Sistema Continental clássico e o conceito de agrupamento tático flexível. Nesta organização mista, os regimentos mantêm a sua função de agrupamento de batalhões (em maior ou menor quantidade), mas cada batalhão regimental pode ser agrupado com outros elementos — tanto do próprio regimento como de unidades externas — para formar um agrupamento tático flexível talhado à medida da missão que lhe for atribuída. Cada país dá um nome distinto a essa agrupamento, de acordo com a sua doutrina.
Por outro lado, alguns países passaram a designar os batalhões de algumas armas ou serviços como "regimentos". Isto aconteceu, por razões históricas, em alguns exércitos que aboliram da sua organização o escalão intermédio de regimento, passando o batalhão independente a ser a sua unidade de base. No entanto, o costume de designar como "regimento" algumas unidades táticas do escalão batalhão também existe em exércitos com o Sistema Regimental. Isto causa alguma confusão, uma vez que nestes exércitos existem alguns regimentos administrativos que englobam vários regimentos táticos.

## Regimentos por países

### Bélgica
Na Componente Terrestre das Forças Armadas Belgas, o escalão regimento foi abolido, passando a existir apenas batalhões independentes. No entanto, por razões históricas, a grande maioria dos batalhões é designada como "regimento", mantendo o nome e as tradições dos antigos regimentos que lhes deram origem.

### Brasil
Segundo o modelo português, até ao início do século XVIII, a infantaria no Brasil estava organizada em terços pagos de 1.ª linha e terços auxiliares de 2.ª linha. A partir de 1707 e de acordo com a nova organização decretada pelo Rei D. João V para o Exército Português, os terços pagos do Brasil foram transformados em regimentos de infantaria. Posteriormente, no Brasil foram também criados regimentos de dragões, de cavalaria e de artilharia. A partir de 1796, de acordo com a reforma decretada pela Rainha D. Maria I, os terços auxiliares foram transformados em regimentos de milícias.

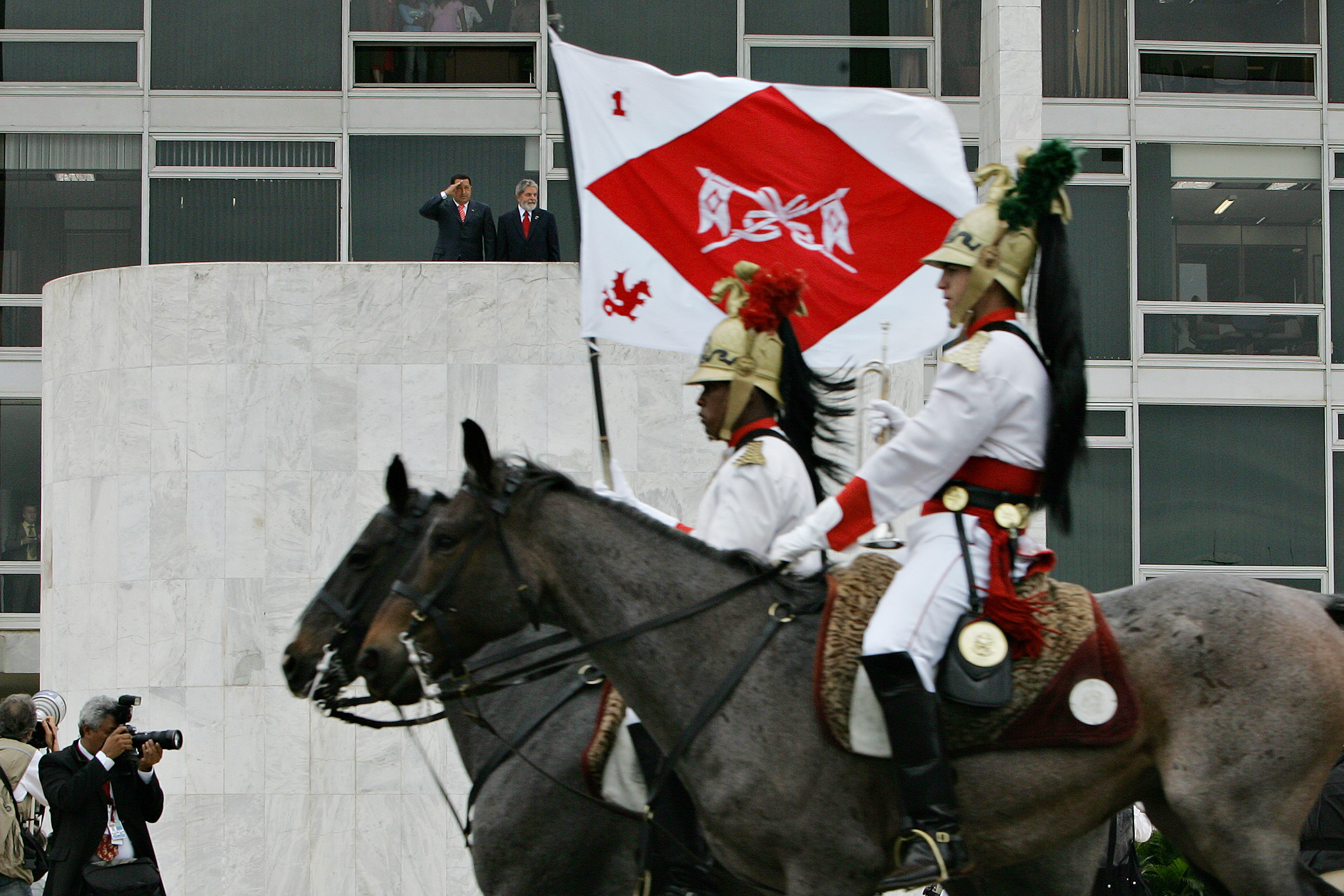
Apresentação do estandarte histórico do 1.º Regimento de Cavalaria de Guardas (Dragões da Independência).

Por altura da chegada da Corte Portuguesa ao Brasil em 1808, existiam no Brasil regimentos de infantaria de linha (locais e destacados de Portugal), de cavalaria, de dragões, de artilharia e de milícias. Destacam-se alguns regimentos com caraterísticas locais como os de "henriques" compostos inteiramente por negros e o de guaranis, composto por índios guaranis das Missões.
O Rei D. João VI dá uma especial atenção à organização do Exército no Brasil. Começa nessa altura a dispersão dos regimentos de infantaria em batalhões independentes de fuzileiros, de granadeiros e de caçadores.
Depois da Independência em 1822, continuam as reformas no, agora, Exército Brasileiro. A primeira grande reorganização pós-Independência dá-se pelo decreto de 1.º de dezembro de 1824. Na primeira linha do Exército, deixam de existir regimentos na infantaria e na artilharia. A infantaria passa a ser composta por 30 batalhões independentes, dos quais, um do Imperador, dois de granadeiros e 27 de caçadores. A artilharia passa a ser constituída por 16 "corpos", dos quais, 11 de artilharia de posição e cinco de artilharia a cavalo. Na primeira linha, apenas se mantêm regimentos de cavalaria, dos quais, um da Imperial Guarda de Honra e sete de cavalaria.
A não existência de regimentos, com excepção dos de cavalaria, vai ser uma constante nas sucessivas organizações do Exército Brasileiro, até ao início do século XX.
Pela organização do Exército introduzida pelo Decreto n.º 6971 de 1908 acaba a tradicional organização brasileira em batalhões independentes, com a introdução de regimentos ternários na infantaria e na artilharia, segundo um modelo em voga na maioria dos exércitos estrangeiros da época. Os novos regimentos de infantaria são constituídos por três batalhões e os de artilharia por três grupos. Passam a existir 15 regimentos de infantaria e cinco regimentos de artilharia montada, além dos nove regimentos de cavalaria divisionária. Esta é a base da organização regimental que se irá manter até à década de 1970.
Na década de 1970, volta a ser abolido o escalão regimento da organização do Exército Brasileiro. A partir de então a sua estrutura organizacional volta a compreender apenas batalhões independentes ou unidades equivalentes. O termo "regimento" é contudo mantido como designação das unidades da arma de cavalaria de escalão equivalente a batalhão.
Atualmente, no Exército Brasileiro existem regimentos de cavalaria de guardas, de cavalaria blindada, de cavalaria mecanizada e de carros de combate. Além destes, alguns batalhões de infantaria e grupos de artilharia descendentes de antigos regimentos, mantêm o termo honorífico de "regimento" na sua designação histórica.
No Exército, as atuais organizações de cavalaria denominadas de regimento, podem ser constituídas de esquadrões de comando, de apoio, de carros de combate, de blindados ou de fuzileiros. Já os regimentos de infantaria, por receberem esta denominação apenas em referência histórica, seguem os mesmos moldes de um batalhão de infantaria que é formado por companhias de fuzileiros e de comando e apoio. Assim como os regimentos de artilharia seguem os mesmos moldes dos grupos de artilharia, que são formados por baterias.

### Estados Unidos da América

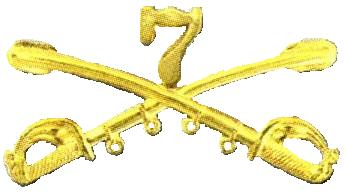
Emblema do 7.º Regimento de Cavalaria dos EUA.

Até ao século XX, o Exército dos EUA mantinha em vigor o Sistema Regimental. No entanto, a necessidade de mobilização e de administração de um largo número de efetivos surgida com a Primeira e a Segunda guerras mundiais, levou à transição para um sistema próximo do Continental, com o regimento a tornar-se numa mera unidade tática e a divisão a assumir a maioria das funções administrativas que anteriormente pertenciam aos regimentos. Historicamente, os regimentos dos EUA eram constituídos por três batalhões, acrescidos de uma companhia de comando.
Na década de 1950, dentro de cada divisão, o regimento começou a ser substituído pela brigada de armas combinadas como unidade tática. Assim, em 1957, com o objetivo de manter as tradições históricas dos antigos regimentos, foi desenvolvido o Sistema Regimental das Armas de Combate (CARS - Combat Arms Regimental System). O CARS mantém os regimentos tradicionais do Exército dos EUA como unidades mãe de um ou mais batalhões, para efeitos históricos. No entanto, para os restantes efeitos, os batalhões agrupam-se em brigadas e estas em divisões. Cada batalhão é associado a um regimento de origem, apesar deste já não existir como unidade organizada. Algumas brigadas podem incluir vários batalhões associados ao mesmo regimento histórico, que se consideram como parte dele simbolicamente, ainda que sejam, na prática, batalhões independentes sujeitos ao comando da brigada e não a um comando regimental. Em 1981, o CARS foi transformado no Sistema Regimental do Exército dos Estados Unidos (USARS - US Army Regimental System) de caraterísticas semelhantes.
Contudo, existem várias excepções ao USARS, como são o caso dos regimentos de cavalaria blindada e do 75º Regimento Ranger. Estes regimentos constituem unidades táticas constituídas e não apenas meros agrupamentos simbólicos de batalhões.
Ao contrário do que acontece normalmente no Exército dos EUA, os regimentos do Corpo de Marines dos EUA são unidades táticas constituídas. Os regimentos de Marines podem destacar batalhões para formarem agrupamentos táticos designados "unidades expedicionárias Marine" ou ser empenhados em massa como unidades completas. De observar que todos os regimentos do Corpo de Marines são genericamente designados "regimentos de Marines", independentemente de serem de infantaria ou de artilharia.

### França

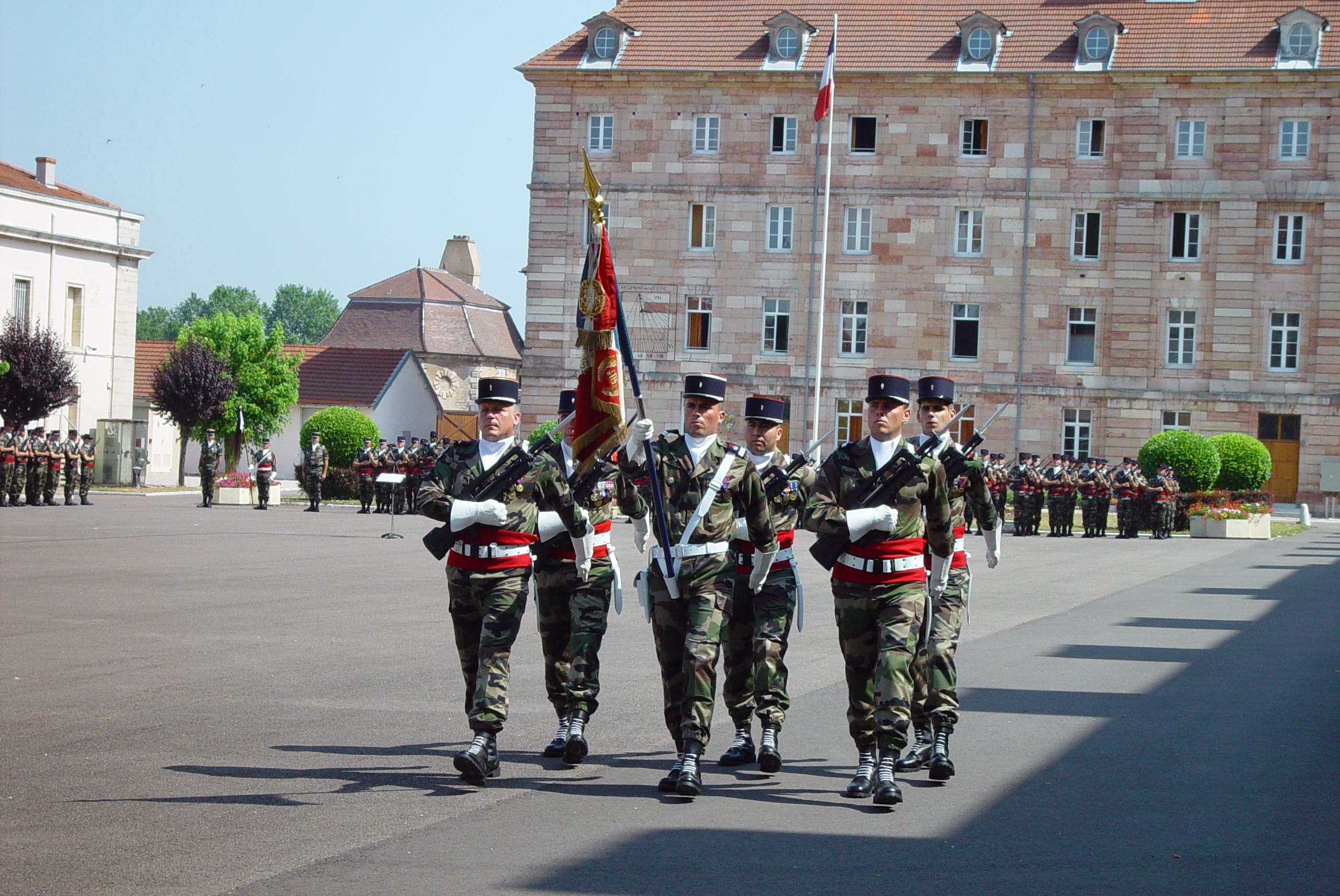
Guarda ao estandarte do 511.º Regimento de Trem do Exército de Terra Francês.

O regimento é a unidade base do Exército de Terra Francês, sendo tanto uma unidade operacional como administrativa.
O regimento francês atual organiza-se como uma unidade de tamanho intermédio entre o tradicional regimento e o batalhão. Cada regimento é composto por elementos projetáveis e por elementos não projetáveis. Os elementos projetáveis constituem a componente operacional do regimento, operando como um agrupamento tático e incluem uma companhia de comando e logística, quatro ou cinco companhias de combate, uma companhia de esclarecimento e apoio, podendo ainda ter outros elementos especializados como uma companhia de apoio anticarro. Os elementos não projetáveis destinam-se a assegurar a manutenção da base ou aquartelamento regimental, bem como a instrução e a mobilização de reservistas e incluem normalmente uma companhia de administração e suporte e uma ou mais companhias de reserva.
Os regimentos franceses mantêm a tradicional identificação pela arma e por um número. Apesar de historicamente associados a uma arma específica, atualmente, muitos dos regimentos são agrupamentos interarmas, incluindo subunidades de diferentes armas. Por razões puramente históricas, as unidades de caçadores a pé e de caçadores alpinos são designadas "batalhões" e não "regimentos", ainda que tenham uma dimensão e organização idênticas às dos regimentos das restantes armas.

### Portugal
Em Portugal, os regimentos infantaria são os descendentes diretos dos antigos terços organizados, pela primeira vez, pelo Rei D. Sebastião, em 1578. Os terços tornar-se-ão na unidade base da infantaria portuguesa, depois da Restauração da Independência, em 1 de dezembro de 1640. Os terços organizavam-se de uma forma semelhante aos regimentos existentes nos exércitos europeus não-Ibéricos, sendo comandados por mestres de campo. No reinado de D. João IV, para defesa da nação, a partir de 1641, são levantados dezenas de terços pagos (unidades de 1.ª linha) e de terços auxiliares (unidades de 2.ª linha), que são empenhados na Guerra da Restauração. Por esta altura, a alguns terços especiais de Lisboa — compostos por nobres, religiosos ou privilegiados — é atribuída a designação honorífica de "regimento", sendo o seu comando honorário atribuído ao Príncipe D. Teodósio, com o título de "coronel". Durante a Guerra da Restauração também se prevê o agrupamento das companhias de cavalaria em regimentos permanentes, mas estes não chegam a ser levantados, só se organizando troços provisórios de oito companhias.

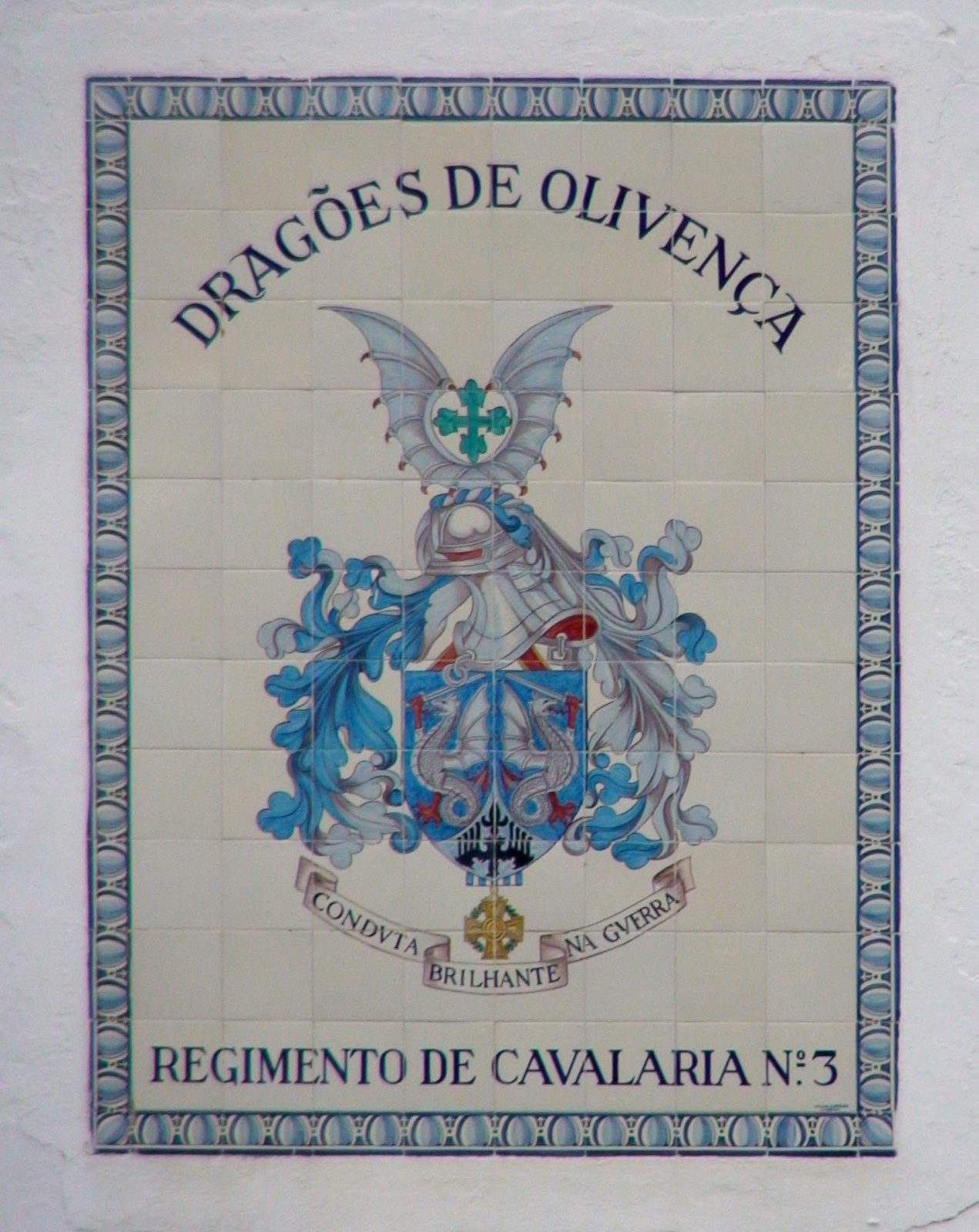
Armas do Regimento de Cavalaria N.º 3, aquartelado em Estremoz, descendente do antigo Regimento de Dragões de Olivença.

Em 1707, estando o Exército Português empenhado na Guerra da Sucessão de Espanha, o Rei D. João V decreta uma reforma militar profunda, que inclui a criação dos regimentos segundo a moda europeia. Os anteriores terços pagos passam a designar-se "regimentos de infantaria", mantendo aproximadamente a mesma organização, que incluía um estado-maior e 10 companhias, uma das quais de granadeiros. Os antigos mestres de campo passam a designar-se "coronéis" e passam a ser coadjuvados por tenentes-coronéis. São também criados regimentos de cavalaria ligeira e regimentos de dragões. Posteriormente, virão também a ser criados regimentos de artilharia, com o primeiro a ser organizado em 1708, englobando 12 companhias, incluindo uma de barcas e outra de mineiros. Mantém-se, no entanto, os terços auxiliares, como unidades de 2.ª linha.
Em 1735, perante a possibilidade de uma nova guerra, o Exército Português é aumentado e reorganizado. Os regimentos de infantaria passam a incluir dois batalhões, cada qual com 10 companhias.
Em 1763, cada regimento de infantaria passa a ter um único batalhão de sete companhias. Portanto, volta-se a um conceito semelhante ao que existia antes de 1735, em que o batalhão e o regimento são as vertentes, respetivamente, tática e administrativa da mesma unidade e não uma subdivisão uma da outra. Por outro lado, deixa de existir distinção entre dragões e cavalaria ligeira, passando a haver regimentos homogéneos de cavalaria, constituídos por oito companhias agrupadas aos pares em quatro esquadrões. Em 1777, os regimentos de infantaria voltam a ter 10 companhias, mantendo-se um único batalhão. Em 1793, desaparecem de vez os terços, quando os terços auxiliares são transformados em regimentos de milícias.
Na sequência da experiência na Campanha do Rossilhão, em 1796, uma das companhias de fuzileiros dos regimentos é substituída por uma companhia de caçadores. Os regimentos de infantaria passam assim englobar oito companhias de fuzileiros, uma de granadeiros e outra de caçadores. Estas 10 companhias formam um único batalhão em todos os regimentos, com excepção do Regimento de Lippe em que elas são repartidas por dois batalhões.
Até 1806, os regimentos eram designados genericamente pelo nome da povoação onde tinham quartel ou — no caso de alguns regimentos aquartelados em Lisboa — pelo nome do seu comandante. A partir de então, os regimentos de 1.ª linha passam a ser numerados. Os regimentos de infantaria são numerados de 1 a 24, os de cavalaria de 1 a 12 e os de artilharia de 1 a 4.
Já em plena Guerra Peninsular, os regimentos de infantaria são reorganizados em 1808. Deixam de ter uma companhia de caçadores (os quais são organizados em batalhões independentes), mas ganham uma segunda companhia de granadeiros. Todos os regimentos de infantaria passam a englobar dois batalhões, cada qual com quatro companhias de fuzileiros e uma de granadeiros.
Em 1828, no reinado de D. Miguel I, os regimentos voltam a ser designados pelo nome da localidade onde têm quartel permanente. Além disso, os caçadores são também organizados em regimentos.
Depois da vitória liberal na Guerra Civil, o Exército Português é novamente reorganizado em 1834. Os regimentos voltam a ser numerados. Os regimentos de infantaria e os de caçadores mantêm-se com dois batalhões. Aos regimentos de infantaria é retirada a segunda companhia de granadeiros, que é substituída por uma companhia de atiradores.
Entre 1837 e 1842, é eliminado o escalão regimento da arma de infantaria que passa a ser constituída por 30 batalhões independentes, dos quais 10 de caçadores (numerados de 1 a 5 e de 26 a 30) e 20 de infantaria (numerados de 6 a 25). Depois disto, e até final do século XIX, diversas reformas aumentam e diminuem o número de regimentos, bem como o número de batalhões que os constituem.
Em 1884, é criado o primeiro regimento de engenharia.
Na transição do século XIX para o XX, o Exército Português inclui, além de outras unidades menores, 24 regimentos de infantaria, doze regimentos de caçadores, oito regimentos de cavalaria, quatro regimentos de artilharia de campanha, dois regimentos de artilharia de guarnição e um regimento de engenharia. Os regimentos de infantaria incluem três batalhões e os de caçadores incluem dois batalhões cada um.
No âmbito da reforma do Exército Português de 1911 em que, de acordo com a doutrina republicana, se passa de um exército permanente (profissional) para um exército miliciano (não profissional), os regimentos passam a ser simples esqueletos, compostos apenas por um reduzido quadro de oficiais e sargentos, que se destinava a enquadrar os milicianos mobilizados no âmbito do novo serviço militar obrigatório. O número de regimentos é aumentado significativamente, passando a existir 35 regimentos de infantaria, 11 regimentos de cavalaria, oito regimentos de artilharia montada, dois regimentos de artilharia de montanha e um regimento de sapadores-mineiros, além de um grande número de outras unidades menores. De destacar o fim da existência de unidades de caçadores.
O exército miliciano segundo a organização republicana de 1911 mostrou-se pouco eficiente e de pouca operacionalidade. Assim, logo depois da Revolução Nacional de 1926, o Exército Português é reorganizado passando a ser de um tipo semi-permanente, com unidades que só seriam completadas por mobilização de milicianos e com outras mantidas permanentemente em elevado estado de prontidão. Passam a existir 16 regimentos de infantaria, 10 batalhões de caçadores, 3 batalhões de infantaria independentes, oito regimentos de cavalaria, cinco regimentos de artilharia ligeira, dois regimentos de artilharia pesada, dois regimentos de sapadores-mineiros, um regimento de sapadores dos caminhos de ferro e um regimento de telegrafistas.
Na Segunda Guerra Mundial, são organizados regimentos de natureza tática, que integram as divisões mobilizadas para defesa de Portugal Continental, bem como as forças mobilizadas para defesa dos Açores.
Em 1965, é criado o Regimento do Serviço de Saúde, o primeiro regimento de serviços do Exército Português.
No período compreendido entre 1975 e 1977, ocorre uma abrangente reorganização do Exército Português que leva à extinção de bastantes unidades e à mudança de designação da maioria dos regimentos que foram mantidos. Os regimentos voltam a ser designados pelo nome das localidades onde estavam aquartelados. É abolida a designação "caçadores", sendo as unidades deste tipo ainda existentes transformadas em regimentos ou batalhões independentes de infantaria. É criado o Regimento de Comandos. Em 1993, os regimentos voltarão a ser numerados.
Atualmente, de acordo com a Lei Orgânica do Exército Português, publicada em 2009, os regimentos constituem a unidade base do Exército, sendo identificados pela arma ou serviço e pelo indicativo numérico. Tal como os restantes órgãos de base, os regimentos têm por missão a formação, a sustentação e o apoio geral do Exército. Presentemente, existem sete regimentos de infantaria, um regimento de lanceiros, dois regimentos de cavalaria, dois regimentos de artilharia, um regimento de artilharia antiaérea, dois regimentos de engenharia, um regimento de transmissões, três regimentos de guarnição, um regimento de transportes e um regimento de manutenção.

### Reino Unido eCommonwealth

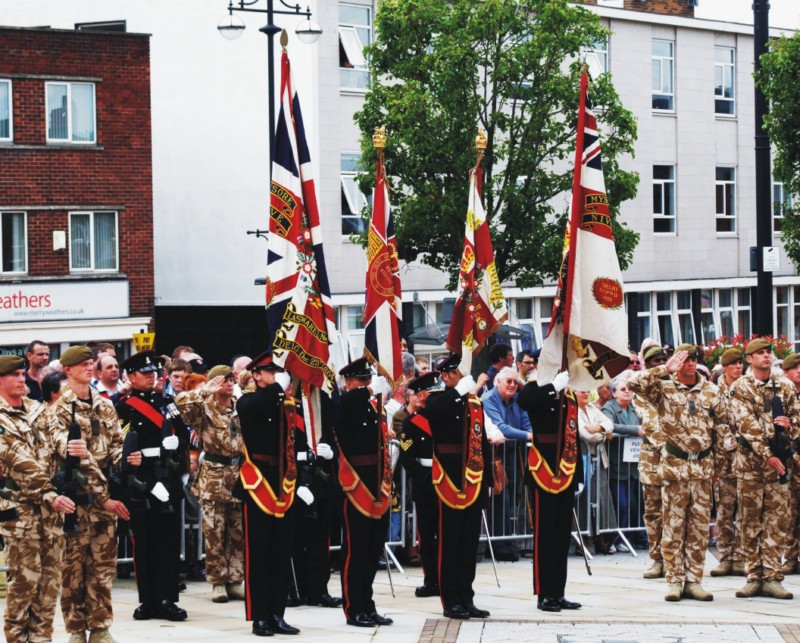
Bloco de estandartes do 3.º Batalhão do Yorkshire Regiment (Duke of Wellington's) do Exército Britânico.

Nos exércitos da Commonwealth, segundo o sistema britânico, o regimento é a maior unidade permanentemente organizada. Acima do escalão regimental, a organização pode ser alterada de modo a lidar com as situações que ocorram. Devido à sua natureza permanente, muitos regimentos têm longas histórias, algumas com vários séculos. O regimento britânico mais antigo ainda em existência é a Honourable Artillery Company, estabelecida em 1537. O Royal Scots, formado em 1633, era até há bem pouco tempo, o mais antigo regimento de infantaria, tendo agora sido absorvido pelo novo Royal Regiment of Scotland.
De observar que, na maioria das armas que não a infantaria, as unidades táticas equivalentes ao batalhão são designadas "regimentos", muitas vezes referidos como "regimentos táticos" para os distinguir dos regimentos administrativos de múltiplos batalhões. Assim, um regimento administrativo pode conter vários regimentos táticos. A título de exemplo, a arma de artilharia constitui um único regimento administrativo (o Royal Regiment of Artillery) que inclui vários regimentos táticos equivalentes a batalhões.
No Sistema Regimental britânico, o batalhão (ou o regimento tático) é a unidade funcional básica e o seu comandante tem uma autonomia muito maior que no Sistema Continental. Os comandantes divisionários ou de brigada, normalmente não interferem com a gestão e o funcionamento do batalhão no dia-a-dia. O sargento-mor regimental, existente em cada batalhão, é outra figura-chave na organização, sendo responsável perante o comandante, pela disciplina do batalhão e pelo comportamento dos sargentos ou praças graduados.
Entre as décadas de 1950 e de 2000, foram realizadas uma série de fusões regimentais no Exército Britânico que diluíram o Sistema Regimental, levando ao desaparecimento de diversos regimentos históricos de infantaria. Muitos destes regimentos — alguns dos quais incluíam apenas um batalhão — fundiram-se em grandes regimentos que englobam até seis batalhões. Alguns destes batalhões são responsáveis por manter as tradições dos antigos regimentos que lhes deram origem.